# Puigmal (mitologia)
|  | Aquest article tracta sobre el Puigmal en la mitologia catalana. Vegeu-ne altres significats a «Puigmal». |

Puigmal és el nom d'un gegant propi de la mitologia catalana. Era el guardià de les muntanyes de la vall de Ribes (tradicionalment se'n deia «amo i senyor») i quedà petrificat, en forma de muntanya (el Puigmal). Se'l descriu sempre vestit de neu i se'l considera el protector d'arbres i animals, que defensa, si cal amb força, davant les agressions dels humans als regnes vegetal i animal.
S'explica que un dia quan va munyir una daina, en fregar-se les mans plenes de llet sobre el seu vestit de neu, la va convertir en formatge que va oferir a un mortal, tot dient-li que, mentre no se l'acabés del tot, el formatge tornaria a créixer i els humans podrien alimentar-se'n tota la vida sense haver de matar animals. Sobre l'ensenyança del formatge als humans hi ha una mite semblant sobre el gegant de neu anomenat Aneto, i la gent de Benasc (Ribagorça) diuen que les nits de molt de vent, se senten els clams de l'Aneto convertit en muntanya i ara penedit de no haver ajudat Jesucrist.